# Elecciones municipales de 2011 en la Comunidad de Madrid

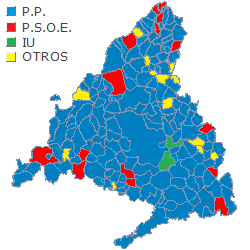
Partido más votado en elecciones municipales de 2011 en los municipios de la Comunidad de Madrid.

Las Elecciones Municipales de 2011 en la Comunidad de Madrid se celebraron el 22 de mayo, junto con las de la Asamblea de Madrid. En la mayor parte de los municipios madrileños, se impuso el Partido Popular, incluida la capital, donde la citada formación política conquistó el 49,69% de los votos, que le dieron la mayoría absoluta con 31 ediles (tres menos que en 2007). El Partido Socialista Obrero Español se desplomó hasta el 23,93% (15 concejales, tres menos) e Izquierda Unida el 10,75% (6, uno más). UPyD (que debutaba en unos comicios locales) consiguió entrar por primera vez en el Ayuntamiento de Madrid con el 7,85% de los votos y 5 ediles, alcanzando representación en numerosos Ayuntamientos y siendo clave en alguno de ellos en la elección del alcalde (Getafe, Alcalá de Henares, Villanueva del Pardillo o Coslada).
En el siguiente mapa, se muestran las mayorías absolutas y simples conseguidas por los diferentes partidos en cada municipio.

## Resultados electorales

### Resultados globales
| ← Elecciones municipales de 2011 en la Comunidad de Madrid → |           |             |            |            |
| Partido                                                      | Votos     | Variación   | Porcentaje | Concejales |
| Participación                                                | 3.063.009 | 67.604      | 67,88%     | -          |
| Voto en blanco                                               | 83.098    | 21.789      | 2,71%      | -          |
| Votos nulos                                                  | 57.267    | 38.387      | 1,87%      | -          |
| PP                                                           | 1.447.835 | 51.726      | 48,17%     | 1.208      |
| PSOE                                                         | 725.306   | 256.928     | 24,13%     | 547        |
| IU                                                           | 324.772   | 65.940      | 10,81%     | 177        |
| UPyD                                                         | 208.257   | Crecimiento | 6,93%      | 64         |

### Resultados en los principales municipios
En la siguiente tabla se muestran los resultados electorales en los 20 municipios más habitados de la Comunidad de Madrid.
| Municipio               | Municipio                                                           | Alcalde y gobierno municipal                                                       | Partido | Votos   | %      | Concejales | +/- |
| ----------------------- | ------------------------------------------------------------------- | ---------------------------------------------------------------------------------- | ------- | ------- | ------ | ---------- | --- |
|                         | Madrid 57 concejales                                                | - Alcalde: Alberto Ruiz-Gallardón Jiménez (PP) - Gobierno municipal: PP            | PP      | 756.952 | 49,69% | 31         | 3   |
| PSOE                    | Madrid 57 concejales                                                | - Alcalde: Alberto Ruiz-Gallardón Jiménez (PP) - Gobierno municipal: PP            | 364.600 | 23,93%  | 15     | 3          |     |
| IU-LV                   | Madrid 57 concejales                                                | - Alcalde: Alberto Ruiz-Gallardón Jiménez (PP) - Gobierno municipal: PP            | 163.706 | 10,75%  | 6      | 1          |     |
| UPyD                    | Madrid 57 concejales                                                | - Alcalde: Alberto Ruiz-Gallardón Jiménez (PP) - Gobierno municipal: PP            | 119.601 | 7,85%   | 5      | 5          |     |
|                         | Móstoles 27 concejales                                              | - Alcalde: Esteban Parro del Prado (PP) - Gobierno municipal: PP                   | PP      | 53.419  | 55,92% | 17         | 1   |
| PSOE                    | Móstoles 27 concejales                                              | - Alcalde: Esteban Parro del Prado (PP) - Gobierno municipal: PP                   | 23.568  | 24,67%  | 7      | 3          |     |
| IU-LV                   | Móstoles 27 concejales                                              | - Alcalde: Esteban Parro del Prado (PP) - Gobierno municipal: PP                   | 9.260   | 9,69%   | 3      | 2          |     |
|                         | Alcalá de Henares 27 concejales                                     | - Alcalde: Bartolomé González Jiménez (PP) - Gobierno municipal: PP (en minoría)   | PP      | 35.642  | 40,67% | 12         | 2   |
| PSOE                    | Alcalá de Henares 27 concejales                                     | - Alcalde: Bartolomé González Jiménez (PP) - Gobierno municipal: PP (en minoría)   | 27.936  | 31,88%  | 9      | 2          |     |
| IU-LV                   | Alcalá de Henares 27 concejales                                     | - Alcalde: Bartolomé González Jiménez (PP) - Gobierno municipal: PP (en minoría)   | 8.509   | 9,71%   | 3      | 1          |     |
| UPyD                    | Alcalá de Henares 27 concejales                                     | - Alcalde: Bartolomé González Jiménez (PP) - Gobierno municipal: PP (en minoría)   | 6.241   | 7,12%   | 2      | 2          |     |
| España 2000             | Alcalá de Henares 27 concejales                                     | - Alcalde: Bartolomé González Jiménez (PP) - Gobierno municipal: PP (en minoría)   | 4.541   | 5,18%   | 1      | 1          |     |
|                         | Fuenlabrada 27 concejales                                           | - Alcalde: Manuel Robles Delgado (PSOE) - Gobierno municipal: PSOE e IU-LV         | PSOE    | 35.284  | 41,08% | 12         | 4   |
| PP                      | Fuenlabrada 27 concejales                                           | - Alcalde: Manuel Robles Delgado (PSOE) - Gobierno municipal: PSOE e IU-LV         | 32.977  | 38,39%  | 11     | 2          |     |
| IU-LV                   | Fuenlabrada 27 concejales                                           | - Alcalde: Manuel Robles Delgado (PSOE) - Gobierno municipal: PSOE e IU-LV         | 9.192   | 10,70%  | 3      | 1          |     |
| UPyD                    | Fuenlabrada 27 concejales                                           | - Alcalde: Manuel Robles Delgado (PSOE) - Gobierno municipal: PSOE e IU-LV         | 4.926   | 5,74%   | 1      | 1          |     |
|                         | Leganés 27 concejales                                               | - Alcalde: Jesús Gómez Ruiz (PP) - Gobierno municipal: PP (en minoría)             | PP      | 37.445  | 40,08% | 12         | =   |
| PSOE                    | Leganés 27 concejales                                               | - Alcalde: Jesús Gómez Ruiz (PP) - Gobierno municipal: PP (en minoría)             | 25.900  | 27,72%  | 8      | 3          |     |
| ULEG                    | Leganés 27 concejales                                               | - Alcalde: Jesús Gómez Ruiz (PP) - Gobierno municipal: PP (en minoría)             | 12.409  | 13,28%  | 4      | 3          |     |
| IU-LV                   | Leganés 27 concejales                                               | - Alcalde: Jesús Gómez Ruiz (PP) - Gobierno municipal: PP (en minoría)             | 10.723  | 11,48%  | 3      | =          |     |
|                         | Alcorcón 27 concejales                                              | - Alcalde: David Pérez García (PP) - Gobierno municipal: PP                        | PP      | 41.335  | 48,44% | 15         | 3   |
| PSOE                    | Alcorcón 27 concejales                                              | - Alcalde: David Pérez García (PP) - Gobierno municipal: PP                        | 26.806  | 31,41%  | 9      | 5          |     |
| IU-LV                   | Alcorcón 27 concejales                                              | - Alcalde: David Pérez García (PP) - Gobierno municipal: PP                        | 7.544   | 8,84%   | 2      | 1          |     |
| UPyD                    | Alcorcón 27 concejales                                              | - Alcalde: David Pérez García (PP) - Gobierno municipal: PP                        | 5.069   | 5,94%   | 1      | 1          |     |
|                         | Getafe 27 concejales                                                | - Alcalde: Juan Soler-Espiauba Gallo (PP) - Gobierno municipal: PP (en minoría)    | PP      | 34.652  | 41,35% | 12         | 1   |
| PSOE                    | Getafe 27 concejales                                                | - Alcalde: Juan Soler-Espiauba Gallo (PP) - Gobierno municipal: PP (en minoría)    | 26.711  | 31,87%  | 9      | 4          |     |
| IU-LV                   | Getafe 27 concejales                                                | - Alcalde: Juan Soler-Espiauba Gallo (PP) - Gobierno municipal: PP (en minoría)    | 11.487  | 13,71%  | 4      | 1          |     |
| UPyD                    | Getafe 27 concejales                                                | - Alcalde: Juan Soler-Espiauba Gallo (PP) - Gobierno municipal: PP (en minoría)    | 5.407   | 6,45%   | 2      | 2          |     |
|                         | Torrejón de Ardoz 27 concejales                                     | - Alcalde: Pedro Rollán Ojeda (PP) - Gobierno municipal: PP                        | PP      | 36.917  | 68,53% | 21         | 7   |
| PSOE                    | Torrejón de Ardoz 27 concejales                                     | - Alcalde: Pedro Rollán Ojeda (PP) - Gobierno municipal: PP                        | 8.291   | 15,39%  | 4      | 8          |     |
| IU-LV                   | Torrejón de Ardoz 27 concejales                                     | - Alcalde: Pedro Rollán Ojeda (PP) - Gobierno municipal: PP                        | 4.994   | 9,27%   | 2      | 1          |     |
|                         | Parla 27 concejales (2 más que en las elecciones de 2007)           | - Alcalde: José María Fraile Campos (PSOE) - Gobierno municipal: PSOE (en minoría) | PSOE    | 17.274  | 37,14% | 11         | 9   |
| PP                      | Parla 27 concejales (2 más que en las elecciones de 2007)           | - Alcalde: José María Fraile Campos (PSOE) - Gobierno municipal: PSOE (en minoría) | 17.252  | 37,09%  | 11     | 7          |     |
| IU-LV                   | Parla 27 concejales (2 más que en las elecciones de 2007)           | - Alcalde: José María Fraile Campos (PSOE) - Gobierno municipal: PSOE (en minoría) | 6.671   | 14,34%  | 4      | 3          |     |
| UPyD                    | Parla 27 concejales (2 más que en las elecciones de 2007)           | - Alcalde: José María Fraile Campos (PSOE) - Gobierno municipal: PSOE (en minoría) | 2.568   | 5,52%   | 1      | 1          |     |
|                         | Alcobendas 27 concejales                                            | - Alcalde: Ignacio García de Vinuesa (PP) - Gobierno municipal: PP                 | PP      | 25.239  | 49,69% | 15         | 1   |
| UPyD                    | Alcobendas 27 concejales                                            | - Alcalde: Ignacio García de Vinuesa (PP) - Gobierno municipal: PP                 | 9.732   | 19,16%  | 5      | 5          |     |
| PSOE                    | Alcobendas 27 concejales                                            | - Alcalde: Ignacio García de Vinuesa (PP) - Gobierno municipal: PP                 | 9.694   | 19,08%  | 5      | 6          |     |
| IU-LV                   | Alcobendas 27 concejales                                            | - Alcalde: Ignacio García de Vinuesa (PP) - Gobierno municipal: PP                 | 3.438   | 6,77%   | 2      | =          |     |
|                         | Coslada 25 concejales                                               | - Alcalde: Raúl López Vaquero (PP) - Gobierno municipal: PP (en minoría)           | PP      | 16.010  | 39,40% | 11         | 1   |
| PSOE                    | Coslada 25 concejales                                               | - Alcalde: Raúl López Vaquero (PP) - Gobierno municipal: PP (en minoría)           | 11.097  | 27,31%  | 8      | 1          |     |
| IU-LV                   | Coslada 25 concejales                                               | - Alcalde: Raúl López Vaquero (PP) - Gobierno municipal: PP (en minoría)           | 5.382   | 13,24%  | 3      | =          |     |
| UPyD                    | Coslada 25 concejales                                               | - Alcalde: Raúl López Vaquero (PP) - Gobierno municipal: PP (en minoría)           | 3.213   | 7,91%   | 2      | 2          |     |
| ARCO                    | Coslada 25 concejales                                               | - Alcalde: Raúl López Vaquero (PP) - Gobierno municipal: PP (en minoría)           | 2.342   | 5,76%   | 1      | 1          |     |
|                         | Las Rozas de Madrid 25 concejales                                   | - Alcalde: José Ignacio Fernández Rubio (PP) - Gobierno municipal: PP              | PP      | 24.364  | 57,72% | 16         | 1   |
| PSOE                    | Las Rozas de Madrid 25 concejales                                   | - Alcalde: José Ignacio Fernández Rubio (PP) - Gobierno municipal: PP              | 6.356   | 15,06%  | 4      | 3          |     |
| UPyD                    | Las Rozas de Madrid 25 concejales                                   | - Alcalde: José Ignacio Fernández Rubio (PP) - Gobierno municipal: PP              | 5.383   | 12,75%  | 3      | 3          |     |
| IU-LV                   | Las Rozas de Madrid 25 concejales                                   | - Alcalde: José Ignacio Fernández Rubio (PP) - Gobierno municipal: PP              | 3.170   | 7,51%   | 2      | 1          |     |
|                         | Pozuelo de Alarcón 25 concejales                                    | - Alcalde: María Paloma Adrados Gautier (PP) - Gobierno municipal: PP              | PP      | 25.319  | 61,34% | 17         | 2   |
| PSOE                    | Pozuelo de Alarcón 25 concejales                                    | - Alcalde: María Paloma Adrados Gautier (PP) - Gobierno municipal: PP              | 6.662   | 16,14%  | 4      | 2          |     |
| UPyD                    | Pozuelo de Alarcón 25 concejales                                    | - Alcalde: María Paloma Adrados Gautier (PP) - Gobierno municipal: PP              | 4.519   | 10,95%  | 3      | 3          |     |
| IU-LV                   | Pozuelo de Alarcón 25 concejales                                    | - Alcalde: María Paloma Adrados Gautier (PP) - Gobierno municipal: PP              | 2.080   | 5,04%   | 1      | 1          |     |
|                         | San Sebastián de los Reyes 25 concejales                            | - Alcalde: Manuel Ángel Fernández Mateo (PP) - Gobierno municipal: PP              | PP      | 18.277  | 49,53% | 14         | 1   |
| PSOE                    | San Sebastián de los Reyes 25 concejales                            | - Alcalde: Manuel Ángel Fernández Mateo (PP) - Gobierno municipal: PP              | 7.085   | 19,20%  | 5      | 3          |     |
| Izquierda Independiente | San Sebastián de los Reyes 25 concejales                            | - Alcalde: Manuel Ángel Fernández Mateo (PP) - Gobierno municipal: PP              | 6.213   | 16,84%  | 5      | 2          |     |
| IU-LV                   | San Sebastián de los Reyes 25 concejales                            | - Alcalde: Manuel Ángel Fernández Mateo (PP) - Gobierno municipal: PP              | 2.302   | 6,24%   | 1      | =          |     |
|                         | Rivas-Vaciamadrid 25 concejales                                     | - Alcalde: José Masa Díaz (IU) - Gobierno municipal: Izquierda Unida               | IU-LV   | 15.308  | 45,34% | 13         | 1   |
| PP                      | Rivas-Vaciamadrid 25 concejales                                     | - Alcalde: José Masa Díaz (IU) - Gobierno municipal: Izquierda Unida               | 9.015   | 26,70%  | 7      | 1          |     |
| PSOE                    | Rivas-Vaciamadrid 25 concejales                                     | - Alcalde: José Masa Díaz (IU) - Gobierno municipal: Izquierda Unida               | 4.649   | 13,77%  | 4      | 2          |     |
| CDR                     | Rivas-Vaciamadrid 25 concejales                                     | - Alcalde: José Masa Díaz (IU) - Gobierno municipal: Izquierda Unida               | 2.221   | 6,58%   | 1      | =          |     |
|                         | Majadahonda 25 concejales                                           | - Alcalde: Narciso de Foxá Alfaro (PP) - Gobierno municipal: PP                    | PP      | 16.794  | 51,56% | 14         | 2   |
| PSOE                    | Majadahonda 25 concejales                                           | - Alcalde: Narciso de Foxá Alfaro (PP) - Gobierno municipal: PP                    | 4.847   | 14,88%  | 4      | 1          |     |
| UPyD                    | Majadahonda 25 concejales                                           | - Alcalde: Narciso de Foxá Alfaro (PP) - Gobierno municipal: PP                    | 3.652   | 11,21%  | 3      | 3          |     |
| IU-LV                   | Majadahonda 25 concejales                                           | - Alcalde: Narciso de Foxá Alfaro (PP) - Gobierno municipal: PP                    | 3.158   | 9,69%   | 2      | =          |     |
| CMJ                     | Majadahonda 25 concejales                                           | - Alcalde: Narciso de Foxá Alfaro (PP) - Gobierno municipal: PP                    | 2.738   | 8,41%   | 2      | =          |     |
|                         | Valdemoro 25 concejales (4 más que en las elecciones de 2007)       | - Alcalde: José Carlos Boza Lechuga (PP) - Gobierno municipal: PP                  | PP      | 12.645  | 45,16% | 14         | =   |
| PSOE                    | Valdemoro 25 concejales (4 más que en las elecciones de 2007)       | - Alcalde: José Carlos Boza Lechuga (PP) - Gobierno municipal: PP                  | 5.125   | 18,30%  | 5      | 1          |     |
| IU-LV                   | Valdemoro 25 concejales (4 más que en las elecciones de 2007)       | - Alcalde: José Carlos Boza Lechuga (PP) - Gobierno municipal: PP                  | 2.886   | 10,31%  | 3      | 1          |     |
| UPyD                    | Valdemoro 25 concejales (4 más que en las elecciones de 2007)       | - Alcalde: José Carlos Boza Lechuga (PP) - Gobierno municipal: PP                  | 1.704   | 6,09%   | 1      | 1          |     |
| PIVV                    | Valdemoro 25 concejales (4 más que en las elecciones de 2007)       | - Alcalde: José Carlos Boza Lechuga (PP) - Gobierno municipal: PP                  | 1.530   | 5,46%   | 1      | =          |     |
| Proyecto TUD            | Valdemoro 25 concejales (4 más que en las elecciones de 2007)       | - Alcalde: José Carlos Boza Lechuga (PP) - Gobierno municipal: PP                  | 1.469   | 5,25%   | 1      | 1          |     |
|                         | Collado Villalba 25 concejales                                      | - Alcalde: Agustín Juárez López de Coca (PP) - Gobierno municipal: PP              | PP      | 12.927  | 49,64% | 14         | 6   |
| PSOE                    | Collado Villalba 25 concejales                                      | - Alcalde: Agustín Juárez López de Coca (PP) - Gobierno municipal: PP              | 6.384   | 24,52%  | 6      | 8          |     |
| IU-LV                   | Collado Villalba 25 concejales                                      | - Alcalde: Agustín Juárez López de Coca (PP) - Gobierno municipal: PP              | 3.378   | 12,97%  | 3      | 1          |     |
| UPyD                    | Collado Villalba 25 concejales                                      | - Alcalde: Agustín Juárez López de Coca (PP) - Gobierno municipal: PP              | 2.063   | 7,92%   | 2      | 2          |     |
|                         | Aranjuez 25 concejales (4 más que en las elecciones de 2007)        | - Alcalde: María José Martínez de la Fuente (PP) - Gobierno municipal: PP          | PP      | 11.763  | 46,19% | 14         | 5   |
| PSOE                    | Aranjuez 25 concejales (4 más que en las elecciones de 2007)        | - Alcalde: María José Martínez de la Fuente (PP) - Gobierno municipal: PP          | 6.802   | 26,71%  | 8      | 3          |     |
| ACIPA                   | Aranjuez 25 concejales (4 más que en las elecciones de 2007)        | - Alcalde: María José Martínez de la Fuente (PP) - Gobierno municipal: PP          | 2.118   | 8,32%   | 2      | 1          |     |
| IU-LV                   | Aranjuez 25 concejales (4 más que en las elecciones de 2007)        | - Alcalde: María José Martínez de la Fuente (PP) - Gobierno municipal: PP          | 1.678   | 6,59%   | 1      | 1          |     |
|                         | Arganda del Rey 25 concejales (4 más que en las elecciones de 2007) | - Alcalde: Pablo José Rodríguez Sardinero (PP) - Gobierno municipal: PP            | PP      | 10.411  | 50,60% | 14         | 2   |
| PSOE                    | Arganda del Rey 25 concejales (4 más que en las elecciones de 2007) | - Alcalde: Pablo José Rodríguez Sardinero (PP) - Gobierno municipal: PP            | 4.592   | 22,32%  | 6      | 1          |     |
| IU-LV                   | Arganda del Rey 25 concejales (4 más que en las elecciones de 2007) | - Alcalde: Pablo José Rodríguez Sardinero (PP) - Gobierno municipal: PP            | 2.933   | 14,25%  | 3      | 1          |     |
| UPyD                    | Arganda del Rey 25 concejales (4 más que en las elecciones de 2007) | - Alcalde: Pablo José Rodríguez Sardinero (PP) - Gobierno municipal: PP            | 1.518   | 7,38%   | 2      | 2          |     |